# Hesperilla idothea
Hesperilla idothea é uma espécie de borboleta da família Hesperiidae.